# نويل مارتن جوزيف دي نيكر
نويل مارتن جوزيف دي نيكر (بالألمانية: Noël Martin Joseph de Necker)‏ (و. 1730 – 1793 م) هو عالم نبات، وطبيب من ألمانيا . ولد في ليل .
توفي في مانهايم .